# Francisco José de Ovando
Francisco José de Ovando y Solís Rol de la Cerda, I marqués de Castel-Brindisi, a veces reseñado Castell-Bríndisi o Castell Bríndisi, luego I marqués de Ovando, a veces reseñado Obando (Cáceres, bautizado en San Mateo, Cáceres, el 3 de octubre de 1693 - Galeón de Manila, costa de Acapulco, Virreinato de Nueva España, 9 de diciembre de 1755), fue un marino y administrador colonial español que se desempeñó, interinamente, como gobernador de Chile entre junio de 1745 y marzo de 1746, y como gobernador general interino de las Filipinas entre 1750 y 1754.

## Biografía
Hijo segundo de Pedro Mateo de Ovando y Rol y de su esposa Lucrecia de Solís y de la Cerda y hermano más nuevo de Alonso Pablo de Ovando y Solís Rol de la Cerda y primo hermano de Alonso Nicolás de Ovando y Solís Herrera y Aldama (Cáceres, 7 de julio de 1692-Bolonia, 24 de febrero de 1743), I marqués del Reino el 6 de diciembre de 1734, los cuales ambos tienen trayectorias muy parecidas (alistados muy jóvenes en la Guerra de Sucesión y participantes en la campaña de Nápoles).
Cadete]] en el Ejército]en 1710, en 1717 se le forma asiento en la Armada embarcando en marzo de 1718. Como marino de la Armada Española primero navegó en el Mediterráneo, reconquistando en 1734 la fortaleza y castillo de Bríndisi, ciudad y puerto del Adriático, acción que le valió el ser creado «marqués de Castell-Bríndisi», a veces reseñado Castell Bríndisi, en el Reino de Nápoles, por Carlos VII de Nápoles, el 13 de septiembre de 1734, denominación que sería a petición propia modificada para quedar como «marqués de Ovando», a veces reseñado Obando, despachada en Nápoles el 18 de octubre de 1734. En América comenzó su servicio como comandante de naves de defensa costera en las Antillas y el Pacífico americano, enfrentando la piratería, sobre todo la inglesa. Su barco Dragón fue uno de los seis navíos españoles que participaron en la defensa de Cartagena de Indias contra la invasión de la flota del almirante británico Edward Vernon. Allí el Dragón fue finalmente barrenado, intentando obstaculizar la entrada a la bahía a las naves inglesas. El resultado del Sitio de Cartagena de Indias (1741) entonces fue considerado como una de las mayores derrotas de la Royal Navy. Ascendió a jefe de Escuadra en 1743.

### Gobernador y capitán general interino de Chile
Al ser designado José Antonio Manso de Velasco virrey del Perú, este se decidió a dejar como sucesor interino al militar de más alto rango que se encontraba en ese momento en Chile. En esos momentos Ovando ya era mariscal de los ejércitos reales, almirante y «comandante de la Armada del Mar del Sur». 
En los pocos meses de su gobierno Ovando desplegó gran actividad. Realizó obras de tajamares en el Río Mapocho, emprendió la reconstrucción de la cárcel de Santiago, profundizó estudios para comenzar la canalización del Río Maipo, estableció un correo terrestre con Potosí. También participó en los preparativos de la apertura de la Real Universidad de San Felipe en Santiago, que abrió sus puertas al año siguiente de que Ovando dejara la gobernación de Chile.
Pero esta actividad no significó la ratificación de Ovando en el puesto. Cuando se preparaba para realizar un parlamento con los mapuches y revistaba a las milicias llegó la noticia del nombramiento de su sucesor; Domingo Ortiz de Rozas. Tras esto se embarcó en un reconocimiento del Archipiélago Juan Fernández, y luego rumbo a Lima, donde se destacó en el servicio tras el maremoto y terremoto de Lima de 1746.

### Matrimonio y descendencia
Casó por poderes en Puebla de los Ángeles, Virreinato de Nueva España, el 27 de abril de 1749 con su pariente María Bárbara de Ovando y Ribadeneyra. Su hijo José Francisco de Ovando Solís y Ribadeneyra, que le sucedió en título, nació en el navío Nuestra Señora del Rosario en el mar del Sur en 1750.

### Gobernador General de Filipinas
Habiendo asumido como gobernador de Filipinas en julio de 1750 su principal preocupación fue la debilidad de la colonia española frente a las potencias locales. Por esto fundió elementos obsoletos del arsenal para fabricar "órganos de fuego", piezas de artillería compuestas de por varios cañones de pequeño calibre que disparaban una andana o ráfaga de tiros. Esta creación, que a veces reventaba producto del mal acero de algunas piezas, habría al menos tenido el efecto de mejorar la moral de las tropas y darles confianza. Ovando también construyó una flota de pequeñas naves artilladas.
Procedió a cumplir el tratado firmado entre su predecesor, fray Juan Arrechederra, y el sultán de Joló, que hostilizaba la isla de Visayas que consistía en restituir en a Alí Muddín como soberano de Joló, quien tras convertirse al catolicismo pasaba a llamarse "Fernando I". Para cumplir este acuerdo fue necesario organizar una flota para luchar contra los habitantes de Joló, que no estaban dispuestos a que se les impusiera a "Fernando I". En medio de este trance, Ovando comenzó a deconfiar del nuevo rey cristiano, por lo que procedió a enviar arrestado a Manila a Muddín y convirtió en esclavos a los miembros de su séquito. La temporal reducción de Joló ocurrió el 26 de junio de 1751, y tras firmar un feble tratado de paz Ovando se retiró a Manila.
Tras esto, Ovando recibió una embajada del príncipe de Borneo, que reconocía el gobierno español y cedía las islas de Balabac y Palawan. Pero como este acuerdo no se cumplió a cabalidad, hubo gran cantidad de muertes entre los colonos españoles que se fueron a asentar en Balabac y se perdió un navío cargado de tesoros.
Finalmente, por su carácter entró Ovando en constantes conflictos con la Real Audiencia de Manila y con el arzobispo local. Al finalizar su mandato fue sometido a un severo juicio de residencia, acusado de nepotismo y diversos tinglados financieros y comerciales. A raíz de su gobierno, los colonos filipinos pidieron que se redujera el período de los gobernadores del archipiélago de 8 a 5 años, para que estos no tuvieran tanta ocasión de convertirse en tiranos, impunes gracias al aislamiento y las difíciles comunicaciones con la metrópolis, petición que no fue acogida por las autoridades centrales españolas. Ovando finalmente pidió él mismo que finalizara su gobernación, muriendo en la navegación a Acapulco, a bordo del galeón Santísima Trinidad.